# Гавалохори (Крит)
Гавалохо́ри (греч. Γαβαλοχώρι) или Гавалохо́рион (Γαβαλοχώριον) — деревня в Греции, на северо-западе греческого острова Крит. Расположена в 23 километрах к юго-востоку от Ханьи и в 4 километрах к югу от расположенного на побережье Критского моря курорта Альмирида. Входит в общину (дим) Апокоронас в периферийной единице Ханье в периферии Крит. Население 513 жителей по переписи 2011 года, но это число сильно возрастает в летние месяцы за счёт туристов и родственников местных жителей.
Названа в честь семейства Гавалас, которое жило здесь во время господства венецианцев. Гавалохори — очень старая деревня с интересной историей, которую можно узнать в местном фольклорном музее.
В деревне три виллы (отеля), две таверны, два кафе, кондитерская с кафе-баром, студия графического дизайна, пекарня, три продуктовых магазина и магазин изделий кустарного промысла. В деревне и её окрестностях 14 православных церквей, венецианские арки и колодцы, римские гробницы, старинные мастерские по производству оливкового масла.

## Местное сообщество Гавалохори
В местное сообщество Гавалохори входят два населённых пункта. Население 647 жителей по переписи 2011 года. Площадь 10,204 квадратных километров.
| Наименование | Население (2011), человек |
| ------------ | ------------------------- |
| Аспрон       | 134                       |
| Гавалохори   | 513                       |

## Население
| Год  | Население, человек |
| ---- | ------------------ |
| 1991 | 379                |
| 2001 | 431                |
| 2011 | ↗ 513              |